# 北京国际艺苑皇冠假日酒店
39°55′09″N 116°24′42″E / 39.9190381°N 116.4115507°E

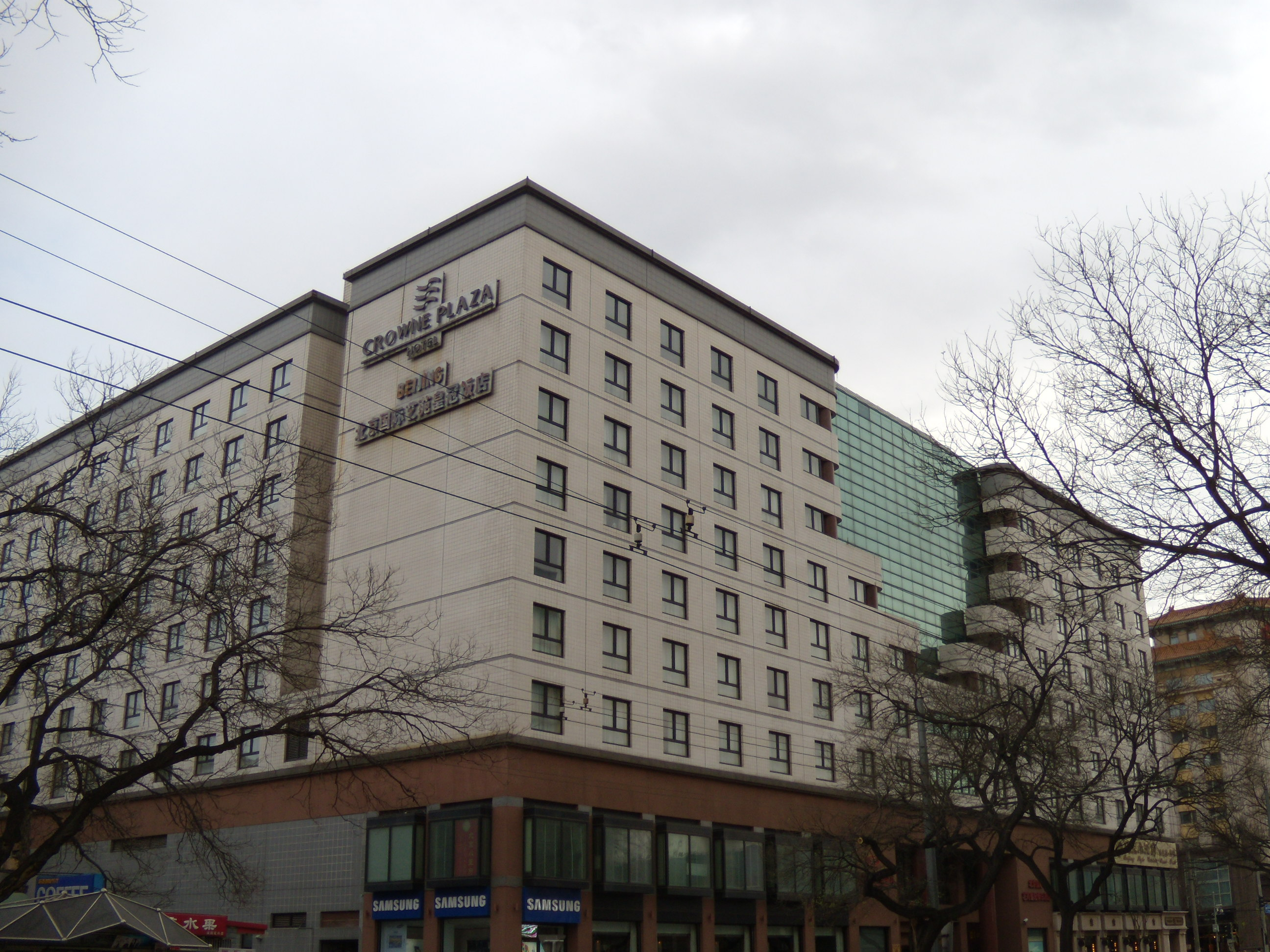
北京国际艺苑皇冠假日酒店

北京国际艺苑皇冠假日酒店是位于中国北京市东城区王府井大街48号的一座酒店。

## 简介
北京国际艺苑皇冠假日酒店于1991年开始对外接待商务及观光客人。该酒店是中华人民共和国国内第一家皇冠假日品牌的酒店。2003年，行政楼层重新装修。2005年1月1日至3月31日，酒店整体进行全面装修改造，改造部分包括酒店大堂、中庭、全部餐厅及酒廊、酒店会议场所、除行政楼层之外的全部238间客房。